# コミネリサ
コミネ リサ（本名：小峰 理紗、7月3日 - ）は、日本の女性シンガーソングライター。2006年頃まではlisaで活動していた。作詞・作曲時の表記は本名が使われる。FlyingDogに所属する。

## 経歴
栃木県出身。幼少の頃に母親が押し売りに負けて買った電子オルガンを弾いていたのを見ていたのがきっかけで、見よう見まねで遊んでいるうちに音楽に興味を持つようになる。小学校時代は音楽教室に通ってクラシックを学んでいたが、次第にポップスへ傾倒していく。この頃から独学で作曲をしたり、弾き語りをするようになる。高校を卒業後は音楽系の学校へ進学して、基礎を学び本格的な音楽活動を開始する。
2002年から2005年まで那須高原のホテルにて、定期的に弾き語りのライブを行うことをライフワークとしていた。2004年に、lisaの芸名でシングル「Will」でメジャーにも進出する。その後はアニメソングの分野でも活躍する。
2007年、レーベル移籍を機に芸名をコミネリサに改名。同じ出身地の浜崎貴司と、ユニット「ハマザキコミネ」を結成して、全国各地のライブへ参加している。

## 人物
故郷の栃木県を愛しており、現在も栃木県に住み、地元の栃木弁が特徴的である。レコーディングやライブの際には、東京へ電車に乗り継いでやってくる。
ピアノの弾き語りを基本スタンスとするが、ダイナミックな歌い方が特徴的で、メジャーデビュー後には、アレンジのかかったポップス調の曲も多い。「コミミラジオ」では、即興でテーマに合わせ曲を作るコーナーを持っており、作曲能力の高さが知れる。
ニックネームは「りさやぎ」など。大の犬好きであり、実家でビーグル犬を飼っている。名前は「つぶら」であり、オフィシャルブログの題にもなっている。

## 作品

### シングル
| 枚 | 発売日         | タイトル                 | 規格品番   | 備考                                                  |
| -- | -------------- | ------------------------ | ---------- | ----------------------------------------------------- |
| 1  | 2004年5月21日  | Will                     | VICL-35671 | lisa名義                                              |
| 2  | 2006年8月23日  | tears                    | VICL-36163 | lisa名義                                              |
| 3  | 2007年11月21日 | 宇宙に咲く               | VTCL-35005 |                                                       |
| 4  | 2009年4月22日  | ステキな果実             | VTCL-35057 |                                                       |
| 5  | 2010年11月17日 | Missing You              | VTCL-35090 | Jangled Cat「Key」との両A面（「Missing You」は2曲目） |
| 6  | 2011年4月27日  | Resuscitated Hope／unity | COCC-16467 |                                                       |

### インディーズ
FR Records より（ダイキサウンドで流通）。

### 楽曲提供
- アリス（CV：川澄綾子）

禁じられた遊び 作詞：ああ（savage genius）、作曲：小峰理紗、編曲：上杉洋史
Webラジオ『パンドララジオ〜アヴィスの使者がやってくる!?〜』イメージソング
- 南里侑香

My Favorite Time〜素敵な一日〜 作詞・作曲・編曲：コミネリサ
- 瑞沢渓

「Color Of Mind」 作詞：小峰理紗、作曲：荒木真樹彦、編曲：中村タイチ
- YURiKA

Song That Never Ends〜夢の続き〜 作詞・作曲：コミネリサ、編曲：吉田穣・コミネリサ

### コンピレーション
| 発売日         | タイトル                                               | 参加曲                                 |
| -------------- | ------------------------------------------------------ | -------------------------------------- |
| 2005年1月7日   | GUNDAM EVOLVE../ MONTHLY THEME SONG 2 December–January | TIME IS ON MY SIDE（lisa名義）         |
| 2007年12月19日 | THE 縁起物 〜聴くと幸せになれる（かも）〜              | 紅の伝説（作詞・作曲・編曲: 江口貴勅） |
| 2009年3月5日   | 鉄のラインバレルO.S.T.2                                | 心のままに                             |
| 2009年3月5日   | 鉄のラインバレルO.S.T.2                                | PROUD                                  |

### タイアップ一覧
| 楽曲               | タイアップ                                                                                              | 時期   |
| ------------------ | --- | ------ |
| Will               | テレビアニメ『忘却の旋律』オープニングテーマ                                                            | 2004年 |
| TIME IS ON MY SIDE | OVA『GUNDAM EVOLVE../』1月主題歌                                                                        | 2005年 |
| Requiem～祈り      | テレビアニメ『トリニティ・ブラッド』挿入歌                                                              | 2005年 |
| tears              | テレビアニメ『機動戦士ガンダムSEED DESTINY』「スペシャルエディションII それぞれの剣」エンディングテーマ | 2006年 |
| 宇宙に咲く         | テレビアニメ『レンタルマギカ』オープニングテーマ                                                        | 2007年 |
| 紅の伝説           | webラジオ『ラジオ・レンタルマギカ 〜魔法使い、もっともっとしゃべります!〜』オープニングテーマ           | 2007年 |
| 心のままに         | テレビアニメ『鉄のラインバレル』挿入歌                                                                  | 2009年 |
| PROUD              | テレビアニメ『鉄のラインバレル』挿入歌                                                                  | 2009年 |
| ステキな果実       | テレビアニメ『リストランテ・パラディーゾ』エンディングテーマ                                            | 2009年 |
| Missing You        | テレビアニメ『心霊探偵 八雲』エンディングテーマ                                                         | 2010年 |
| Resuscitated Hope  | テレビアニメ『GOSICK -ゴシック-』エンディングテーマ                                                     | 2011年 |
| unity              | テレビアニメ『GOSICK -ゴシック-』エンディングテーマ                                                     | 2011年 |